# Ујка Вања (ТВ филм из 1981)
Ујка Вања је југословенски телевизијски филм из 1981. године. Режирао га је Владимир Герић а сценарио је написао Јиржи Антчак.

## Улоге
| Глумац                 | Улога             |
| ---------------------- | ----------------- |
| Тонко Лонза            | Серебрјаков       |
| Наташа Маричић         | Јелена Андрејевна |
| Јелисавета Сека Саблић | Соња              |
| Марија Данира          | Марија Васиљевна  |
| Вања Драх              | Војнички          |
| Реља Башић             | Астров            |
| Стјепан Бахерт         | Тељегин           |
| Ирена Колесар          | Марина            |